# Bjarke Ingels Group
Bjarke Ingels Group, spesso identificato con l'acronimo BIG, è uno studio internazionale di architettura d'avanguardia e sperimentazione fondato nel 2005 da Bjarke Ingels a Copenaghen, Danimarca.
Nel 2010 ha aperto una filiale a New York, nel 2016 a Londra e nel 2019 a Barcellona. Partecipa a numerosi concorsi internazionali e, avendo ottenuto diversi premi, ottiene ampio successo di pubblico ma attira ampie critiche da parte di chi considera troppo semplicistico il suo approccio all'architettura.

## Storia

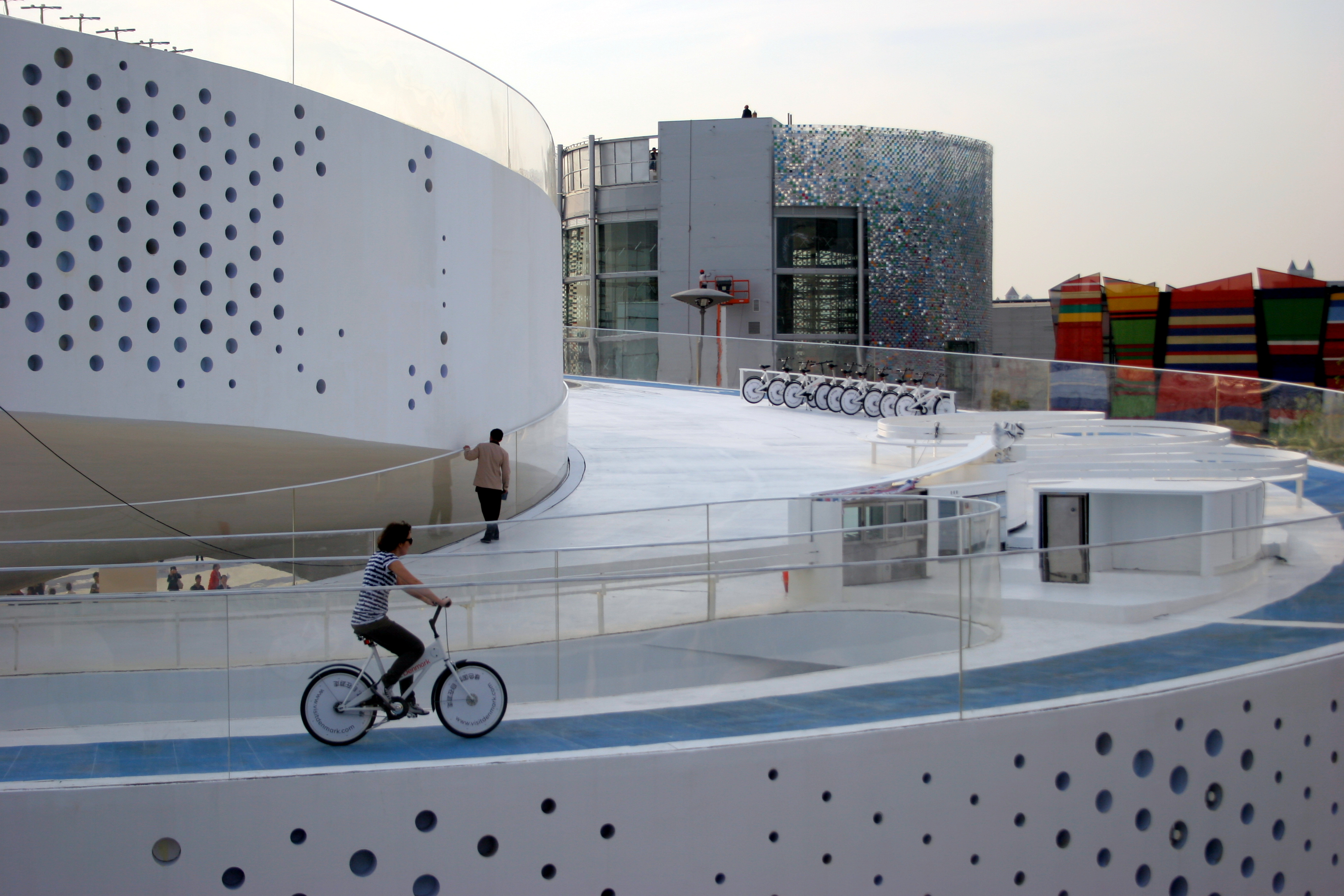
Padiglione Danese, Shanghai

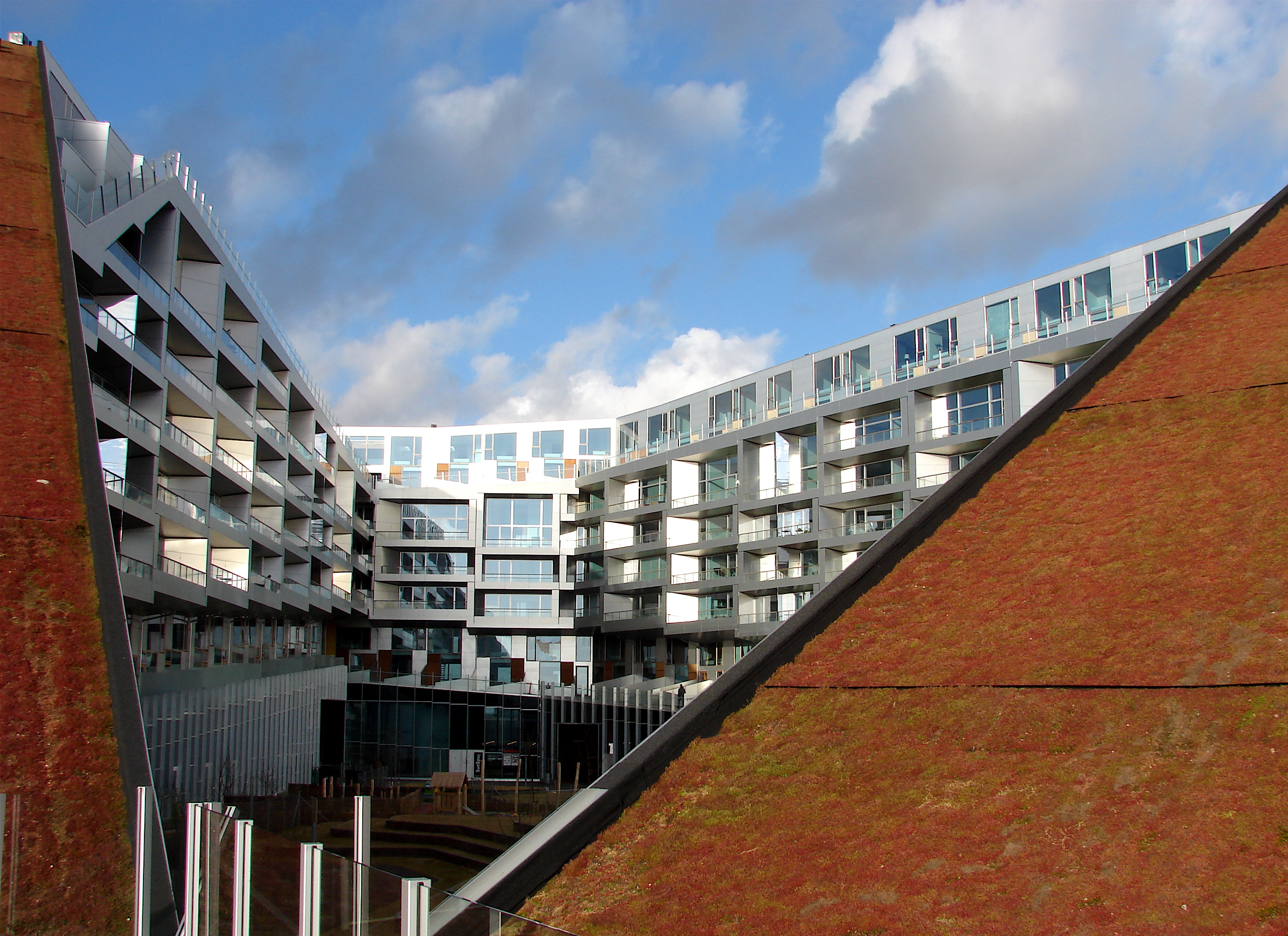
8Tallet, Copenaghen

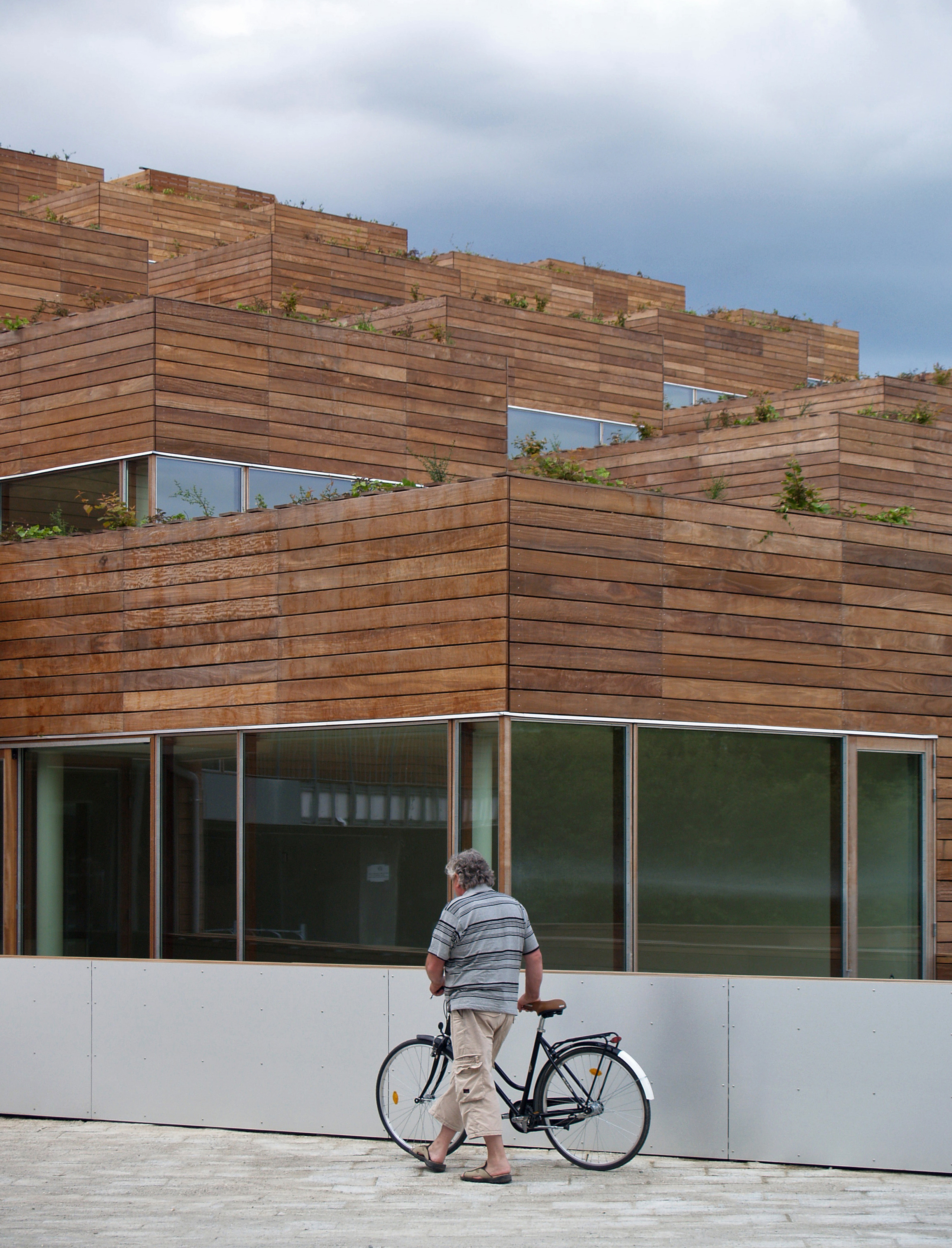
Mountain Dwellings, Copenaghen

Lo studio "BIG" viene fondato nel 2005 dopo che Bjarke Ingels insieme al suo precedente socio Julien De Smedt decidono di interrompere la loro collaborazione lavorativa, che sin dalla nascita nel 2001 aveva ottenuto un notevole successo.
Il nuovo studio, "BIG" ha vinto diversi premi nazionali ed internazionali già dalla prima commissione: una serie di abitazioni su di una collina artificiale ottenuta costruendo un parcheggio coperto al di sotto delle abitazioni nel quartiere di Ørestad, Copenaghen, che era stato iniziato da PLOT. Il lavoro di "BIG" si concentra soprattutto su progetti in cui la componente di ricerca segue una logica step by step in cui si cerca la migliore soluzione ai problemi o vincoli che il progetto deve risolvere.
Dal 1º dicembre 2009, in risposta alla rapida crescita dello studio, la partnership è stata ampliata con i nuovi membri: Thomas Christoffersen, Jakob Lange, Finn Nørkjaer, Andreas Klok Pedersen, e David Zahle. Nello stesso periodo, Sheela Maini Søgaard, amministratore delegato, e Kai-Uwe Bergmann, il direttore business e comunicazione, sono stati nominati partner associati. Nel 2010 "BIG" ha aperto una filiale a New York, luogo in cui avevano ottenuto una commessa per un grattacielo. Successivamente, vista la sempre più grande espansione internazionale, "BIG" ha aperto nel 2016 una filiale a Londra e nel 2019 una a Barcellona.
Tra le opere degne di nota ci sono:
- "8 House" Copenaghen, Danimarca, un edificio residenziale che si caratterizza per il tetto verde che sale dal livello del terreno;
- "Mountain Dwellings", Copenaghen, Danimarca, un edificio di appartamenti a terrazza orientato a sud che si sviluppano su di una montagna artificiale ottenuta costruendo un parcheggio coperto alla base dell'edificio;
- il Villaggio mondiale dello Sport femminile a Malmö, Svezia;
- il Padiglione Svedese in Cina, per l'Expo 2010;
- "Superkilen", Copenaghen, Danimarca, grande parco pubblico che coniuga elementi naturali a elementi fortemente antropici con tantissimi riferimenti alla multietnicità del quartiere in cui si trova:
- "CopenHill / Amager Bakke", Copenaghen, Danimarca, termovalorizzatore cittadino sul cui tetto è stata realizzata una pista da sci e uno scenografico parco pubblico.

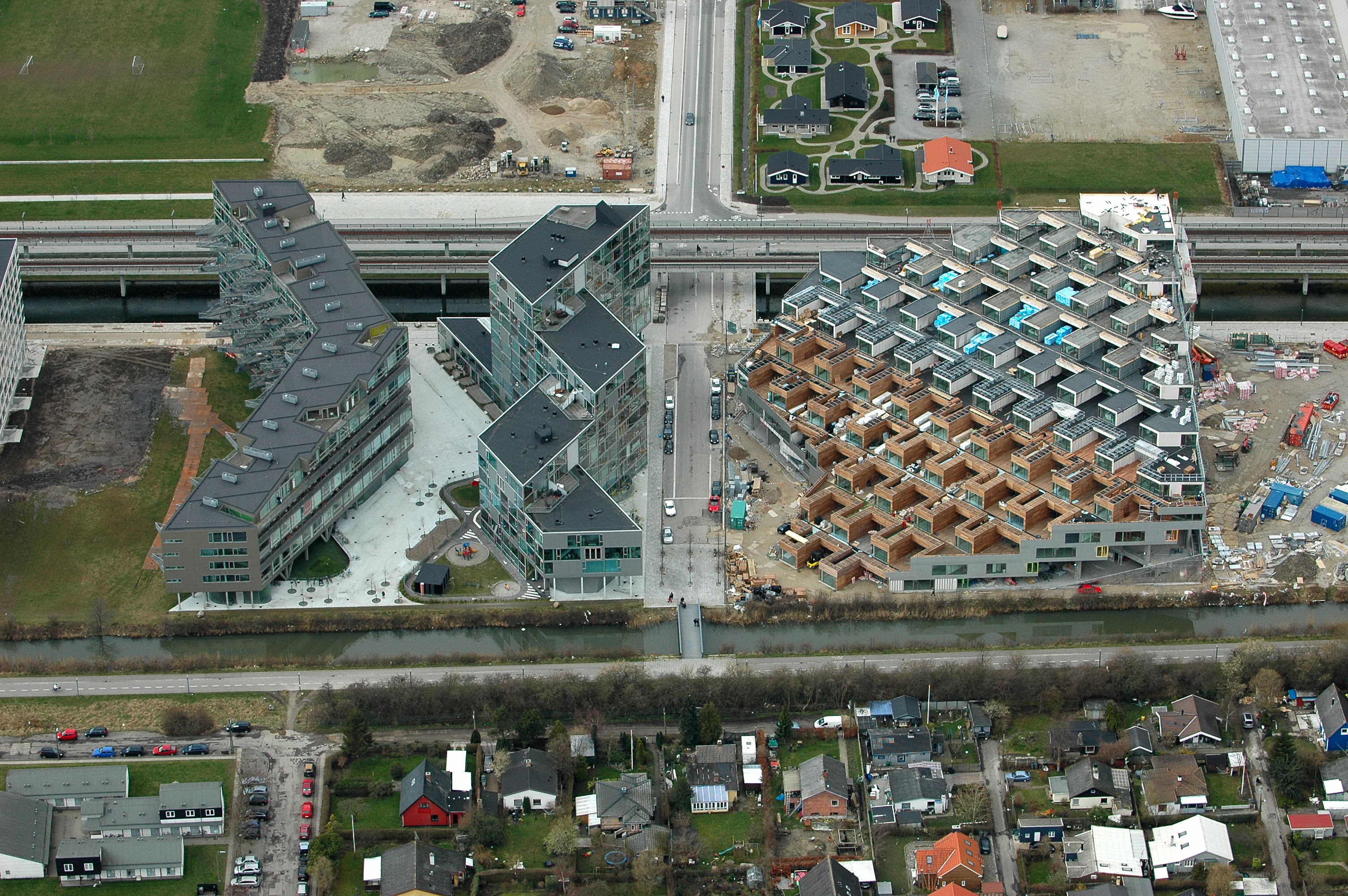
A destra le VM Houses e a sinistra le Mountain Dwellings viste dall'alto, Copenaghen

## L'uso del calcestruzzo nelle opere di Bjarke Ingels Group

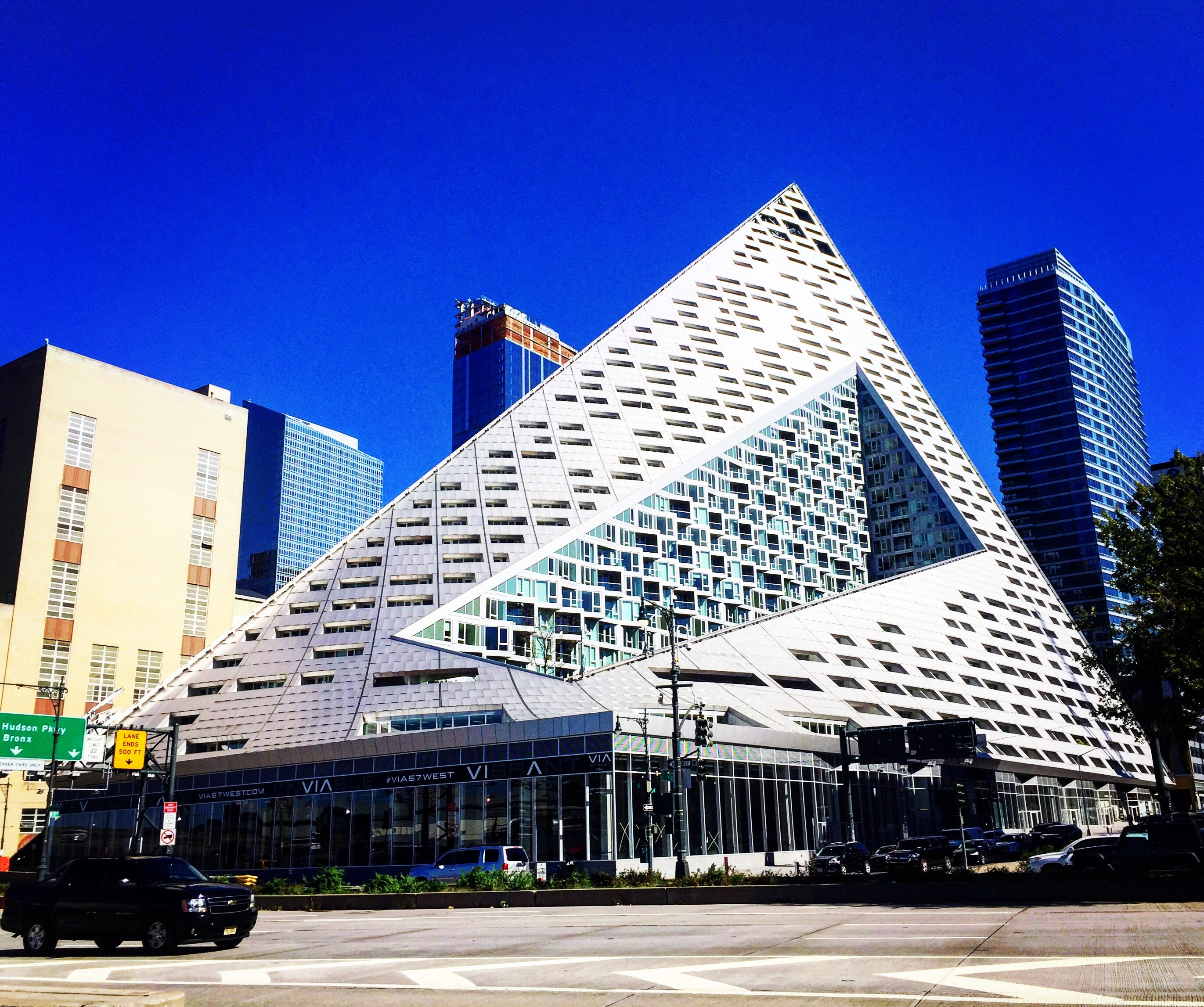
VIA 57 West, New York

Il calcestruzzo rappresenta un elemento chiave nelle sue opere, fungendo da strumento per coniugare innovazione formale, sostenibilità e funzionalità strutturale. L'approccio di BIG al calcestruzzo si distingue per la capacità di reinterpretare le potenzialità espressive e tecniche del materiale, adattandolo a contesti diversi e integrandolo con strategie progettuali avanzate. L'uso del calcestruzzo da parte di Bjarke Ingels è caratterizzato da una costante ricerca di innovazione, sostenibilità e integrazione con l'ambiente e la comunità. Attraverso l'impiego di materiali avanzati, tecnologie emergenti e un design orientato alla funzionalità e all'estetica, BIG ridefinisce il ruolo del calcestruzzo nell'architettura contemporanea. 
 

Bjarke Ingels riesce a comprendere la dinamicità di questo materiale ispirandosi ad opere di Zaha Hadid e Tadao Ando. Trova anche nell’immagine esteriore di questo materiale che si adegua alle “scatole noiose” dando mediante ortogonalità una fluidità, orchestrazione di spazio e luce. Si interessa anche alla superficie del calcestruzzo, al tocco seta.

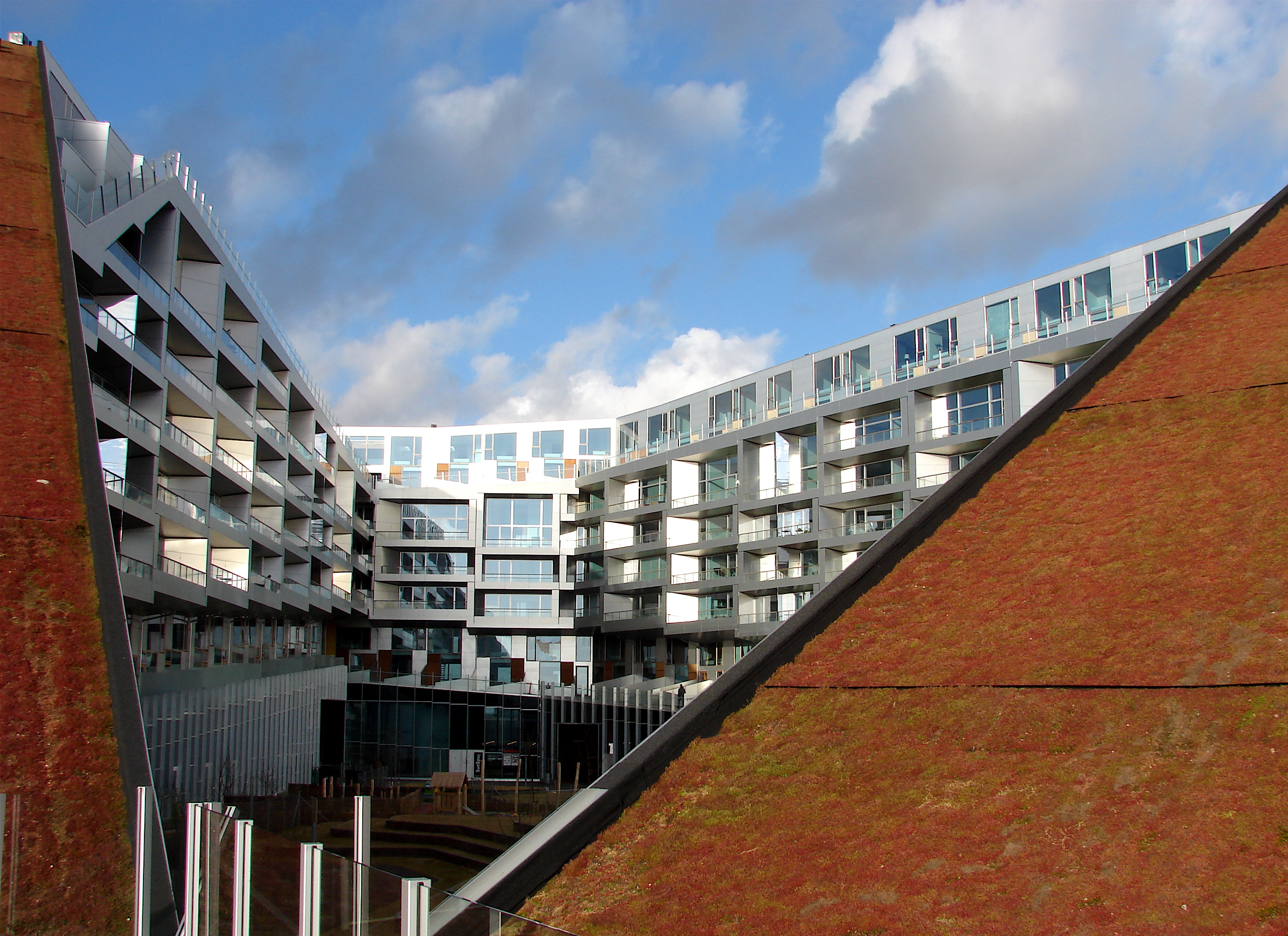
8 House

Nel 2006 inizia la progettazione di un edificio residenziale, 8 House - Ørestad. In questo edificio, il calcestruzzo è impiegato per creare una struttura a forma di "8" che integra spazi residenziali e commerciali. L'uso del calcestruzzo consente una distribuzione efficiente degli spazi e contribuisce alla creazione di un ambiente urbano sostenibile.
Nel 2008 prosegue l'utilizzo del calcestruzzo con la progettazione di Mountain Dwellings - Copenaghen.

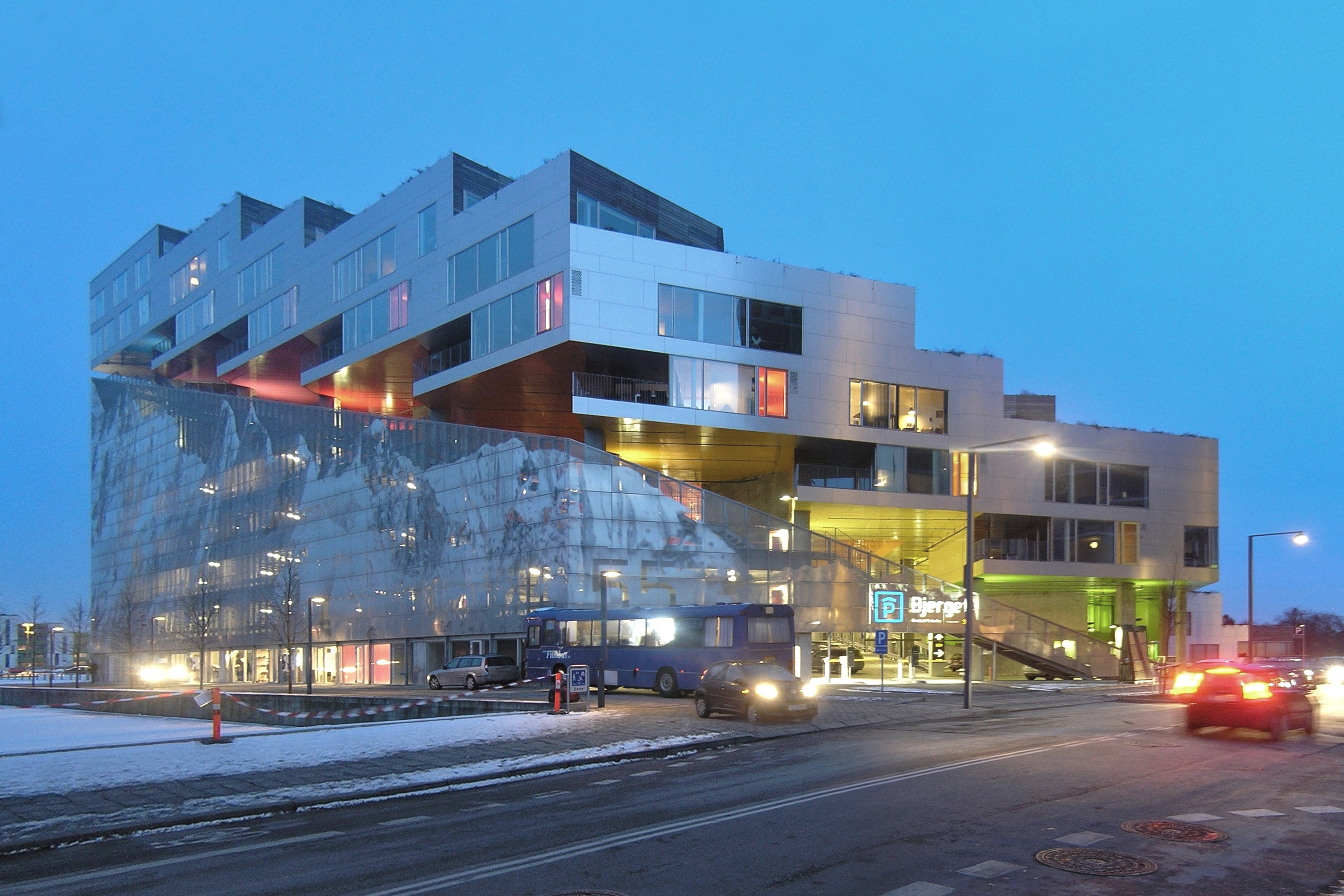
Mountain Dwellings

In questo progetto, il calcestruzzo è utilizzato per realizzare una struttura a parcheggio su cui si sviluppano le unità abitative, creando una "montagna artificiale". Il parcheggio in calcestruzzo ospita un ascensore inclinato (funicolare) che collega i vari livelli, mentre le facciate sono rivestite con pannelli di alluminio perforato che permettono l'ingresso di luce e aria.  
Nel 2016 realizza VIA 57 West - New York, sfruttando l'utilizzo del calcestruzzo per creare una forma tetraedrica che combina la densità di un grattacielo con la qualità abitativa di un edificio a cortile. La struttura in calcestruzzo consente una distribuzione efficiente degli spazi e offre una varietà di viste e luce naturale agli appartamenti.
L'approccio di BIG al calcestruzzo si evolve anche attraverso l'adozione di tecnologie emergenti. Con la stampa 3D unisce la versatilità del cemento nel creare forme eleganti. La stampa 3D permette di realizzare un progetto con eleganza architettonica, garantire resistenza di livello geologico ed economia.
Nel novembre del 2022, BIG collabora con l'azienda Icon per realizzare il più grande quartiere di case sostenibili e resilienti in Texas. Le strutture vengono realizzate in lavacrete, un calcestruzzo ad alte prestazioni che vanta una resistenza alla compressione di 2.000 - 3.500 psi, capace di resistere a condizioni metereologiche estreme riducendo notevolmente l’impatto dei disastri naturali, fornendo al contempo massima efficienza. Una miscela che si presta ad essere stampata ad alta velocità mantenendo la forma, riducendo i costi e gli sprechi di costruzione, e affrontando l'intensità di carbonio della produzione di calcestruzzo.

Il problema di questa tecnica è ottenere una miscela di calcestruzzo speciale, che resti fluida e possa essere pompata praticamente in ogni condizione atmosferica. Con la stampa 3D robotizzata il calcestruzzo non armato viene depositato con precisione secondo i flussi di forza, riducendo gli sprechi e ottimizzando l’uso del materiale. Questo approccio mantiene la profondità strutturale e integra tecniche di irrigidimento per eliminare la massa non necessaria.
La sede di Copenaghen lo spinse a studiare e comprendere come diminuire l’impronta carbonica, trovando una miscela che sostituisce il 35 per cento del cemento con argilla e che, quando viene lasciato a vista continua a indurirsi ricarbonizzando la CO2 dell’aria. Insieme a Yet-Ming Chiang Sublime Systems, sviluppa una soluzione ecologica, colori chiari e durevole nel lungo periodo, offrendo una durata superiore in termini di corrosione delle armature. Nel maggio del 2024 Sublime Cement è passato dalla fase di laboratorio al cantiere, impiegandolo in una importante sezione in cemento armato. Con Sublime lavora anche nel rendere il cemento riutilizzabile, ovvero non necessitare più l’estrazione di materie prime ma una volta demolita una struttura in cemento trasformarla nelle fondazioni di una nuova infrastruttura.

## Progetti

### Completati[9]
- Copenhagen Harbour Bath, Copenaghen, Danimarca, 2003
- VM Houses, Copenaghen, Danimarca, 2005
- Maritime Youth House, Copenaghen, Danimarca, 2005
- Ospedale psichiatrico di Helsingør, Helsingør, Danimarca, 2005
- M2 Typehouses, Danimarca, 2006
- Sjakket Community Building, Copenaghen, Danimarca, 2007
- Mountain Dwellings, Copenaghen, Danimarca, 2008
- 8 House, Copenaghen, Danimarca, 2008
- Fammelo Hellerup High School, Hellerup, Danimarca, 2009
- Padiglione Danese all'Expo 2010, Shanghai, Cina, 2010
- Sydhavns Recycling Center, Copenaghen, Danimarca, 2011
- Superkilen, Copenaghen, Danimarca, 2012
- Museo nazionale marittimo danese, Helsingør, Danimarca, 2013
- Honeycomb / Albany Marina Residences Building 1, Nassau, Bahamas, 2013
- Gammel Kellerup High School, Kellerup, Danimarca, 2015
- Urban Rigger, Copenaghen, Danimarca, 2016
- Grove at Grand Bay, Coconut Grove, Miami, USA, 2016[10]
- VIA 57 West, New York, USA, 2016[11]
- 1200 Intrepid, Philadelphia, USA, 2016
- Transitlager Dreispitz, Basilea, Svizzera, 2017
- Kaktus Towers, Copenhagen, Danimarca, 2017
- Tirpitz, Blåvand, Danimarca, 2017[12]
- Vejlevej 11, Billund, Danimarca, 2017
- Lego House, Billund, Danimarca, 2017[13]
- Suitsupply HQ, Amsterdam, Paesi Bassi
- Noma 2.0, Copenaghen, Danimarca, 2018
- Klein A45, Shandaken, USA, 2018[14]
- Shenzen Energy HQ, Shenzhen, Cina, 2018
- Dortheavej Residence, Copenaghen, Danimarca, 2018
- 79 & Park, Stoccolma, Svezia, 2018
- Aarhus Harbor Bath, Aarhus, Danimarca, 2018
- Glasir - Tórshavn College, Tórshavn, Isole Fær Øer, 2018
- WeGrow (interni), New York, USA, 2018
- CopenHill / Amager Bakke, Copenaghen, Danimarca, 2019
- Isenberg Innovation Hub, Amherst, USA, 2019
- The Twist, Jevnaker, Norvegia, 2019
- HB Trapper, Herning, Danimarca, 2019
- Méca, Bordeaux, Francia, 2019
- Galeries Lafayette Champs Elysees (interni), Parigi, Francia, 2019
- The Heights School, Arlington, USA, 2019
- Vancouver House, Vancouver, Canada, 2020
- Henning G. Kruses Plads, Esbjerg, Danimarca, 2020
- MARS Dune Alpha, Houston, USA, 2020
- The Smile, New York, USA, 2020
- Omniturn, Francoforte, Germania, 2020
- Telus Sky Tower, Calgary, Canada, 2021
- Marsk Tower, Skærbæk, Danimarca, 2021
- Villa Gug, Aalborg, Danimarca, 2022
- Google HQ, Mountain View, USA, 2022
- Sluishuis, Amsterdam, Paesi Bassi, 2022
- IQON Residences, Quito, Ecuador, 2022
- Kampanilen, Aarhus, Danimarca, 2022
- Denmark's Refugee Museum (FLUGT), Oksbøl, Danimarca, 2022
- The Plus, Gaustadvegen, Norvegia, 2022
- Audemars Piguet Hotel, Les Brassus, Svizzera, 2022
- CapitaSpring, Singapore, 2022
- Sneglehusene Residences, Aarhus, Danimarca, 2022

### In costruzione[9]
- Paris Parc, Parigi, Francia, in costruzione
- The Spiral, New York, USA, in costruzione
- King Toronto, Toronto, Canada, in costruzione
- NYPD 40th Precinct, Bronx, New York, USA, in costruzione
- One High Line (The XI), New York, USA, in costruzione
- San Pellegrino Flagship Factory, San Pellegrino Terme, Italia, in costruzione
- King's Cross Google HQ, Londra, Regno Unito, in costruzione
- Skypark Business Center, Aeroporto del Lussemburgo, Lussemburgo, in costruzione
- CityWave, City Life, Milano, Italia, in costruzione
- John Hopkins Students Centre, Baltimora, USA, in costruzione
- Claremont McKenna College, Claremont, USA, in costruzione
- 120 Fleet Street, Londra, Regno Unito, in costruzione
- NASA Olympus, Bacino Polo Sud-Aitken, Luna, in costruzione
- BIG HQ, Copenhagen, Danimarca, in costruzione
- Wildflower Film Studios Astoria, New York, USA, in costruzione
- Google Caribbean Campus, Sunnyvale, USA, in costruzione
- Downtown Brooklyn Public Realm, New York, USA, in costruzione
- East Side Coastal Resiliency, New York, USA, in costruzione
- EPIQ Residences, Quito, Ecuador, in costruzione
- Toyota Woven City, Susono, Giappone, in costruzione

## Esibizioni[9]
- "Yes is More", Copenaghen, Danimarca, 2008
- "Museo di Arte Moderna", Gyeonggi, Corea del Sud, 2010
- "The Copenaghen Experiment", New York, Chicago, USA 2011
- "The Big Maze", National Building Museum, Washington, USA, 2014
- "Hot to Cold: an Odyssey of Architectural Adaptation", National Building Museum, Washington, USA, 2015
- "Skum Pavilion", Copenaghen, Danimarca, 2016
- "Serpentine Pavilion", Londra, Gran Bretagna, 2016
- The Orb, Burning Man Festival, Nevada, USA, 2016